# Stazione di Paternò-San Marco
La stazione ferroviaria di Paternò-San Marco è la quarta stazione della ferrovia Motta Sant'Anastasia-Regalbuto, ed è posta al km 15. Essa è  stata un'importante stazione (essenzialmente merci), dismessa dal 1987 e saltuariamente usata in regime di manovra.

## Storia

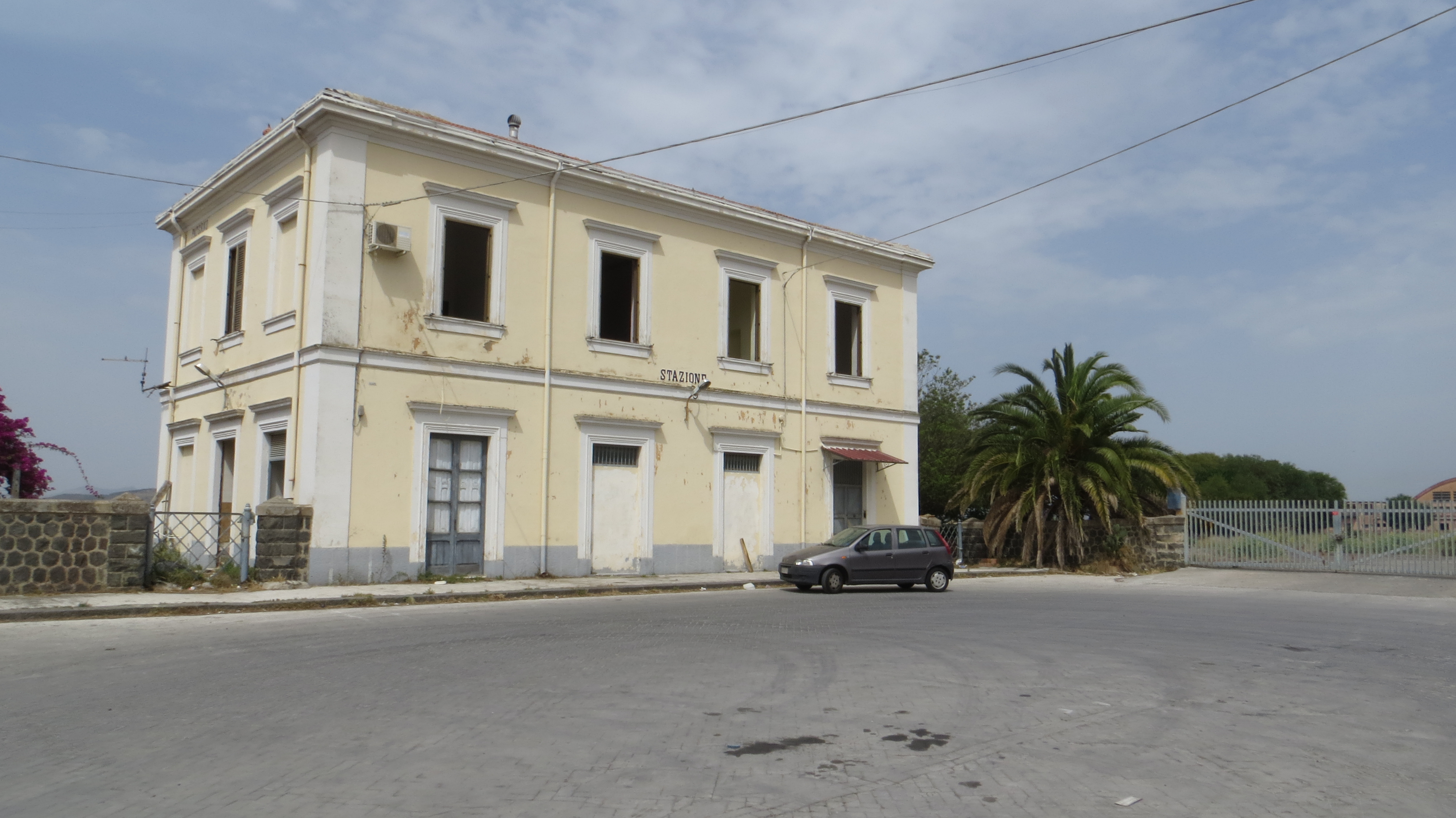
La stazione di Paternò-San Marco (vista dal lato stradale), in completo stato d'abbandono, 23 maggio 2014.

La stazione venne costruita nell'ambito del progetto di ferrovia che, previsto come linea alternativa da Catania per Palermo via Nicosia-Nebrodi, venne messo in atto solo in forte ritardo e rimase incompleto. Il progetto era concepito come collegamento indispensabile con il porto di Catania per le zone zolfifere dell'area Assoro-Leonforte-Agira.
La stazione venne costruita nella parte periferica bassa di Paternò ai piedi della rocca su cui sorge il castello di Paternò non molto distante dal centro abitato in posizione diametralmente opposta alla stazione di Paternò della ferrovia Circumetnea con cui non ebbe mai alcun collegamento né interscambio. Venne inaugurata il 18 ottobre del 1934 in concomitanza con l'apertura all'esercizio della tratta Motta-Schettino.
La stazione ha avuto in passato un ruolo importante perché scalo di carico degli agrumi di tutto il comprensorio paternese con molti treni merci aventi origine nella stazione stessa.
Mantenne la sua importanza per il traffico merci anche dopo l'apertura della restante linea per Regalbuto nel dopoguerra, e veniva presenziata da capostazione nonostante la linea fosse esercita a dirigenza unica riguardo alla circolazione treni. Era la località dove venivano composti e messi in ordine di partenza buona parte dei treni merci di agrumi e di scomposizione e preparazione dei treni di carri merci vuoti di ritorno.
La contrazione del traffico agrumario spedito sempre più su strada e poi la chiusura della linea per Regalbuto hanno fatto perdere importanza alla stazione che ha continuato in maniera saltuaria un certo traffico di carri di agrumi in partenza per il nord Europa essendo stata lasciata la possibilità di utilizzare la ferrovia in regime di manovra (potenzialmente fino a Carcaci).
La stazione non ha svolto mai un servizio viaggiatori di rilievo. La dismissione è avvenuta con il decreto ministeriale DM 73/T del 15 aprile 1987. La stazione tuttavia ha mantenuta la sua funzione commerciale fino alla metà degli anni duemila in quanto la tratta fino a Motta è rimasta utilizzata con regime di manovra. La definitiva chiusura dell'esercizio e della stazione è invece avvenuta il 9 dicembre 2007

## Strutture e impianti
L'edificio di stazione di classica forma è posto a est della linea ferrata; si compone di un corpo centrale a 2 livelli con edificio servizi laterale e giardinetto adiacente.
Il fascio binari comprende un secondo binario di corretto tracciato per arrivo e partenza per la linea ferroviaria, (dismessa ed esercitata con regime di manovra) e un ampio piazzale di binari passanti per servizio merci. Un certo numero di binari tronchi, per servizio merci, si trovano sul lato nord-est della stazione, mentre a sud est si trovano alcuni binari di servizio, la stazione ha anche un grosso serbatoio di acqua un tempo indispensabile per le locomotive a vapore, un ponte a bilico da 40 t e una sagoma limite.

## Movimento
L'offerta di treni viaggiatori fu impostata su 4 coppie giornaliere di treni di categoria inferiore, misto e omnibus utilizzabili anche per il trasporto di collettame. L'orario del novembre 1938 ne previde la sostituzione di uno che fu effettuato con le nuovissime automotrici ALn 56; si trattava di un treno con posti di II e III classe, in partenza da Catania alle ore 15:10 e in proseguimento a Schettino che rientrava a Catania alle ore 18:01.
L'apertura della seconda tratta nel 1952 modificò l'offerta al ribasso; i treni viaggiatori offerti divennero presto due sole coppie.